# Semibarbula scaberrima
Semibarbula scaberrima là một loài Rêu trong họ Pottiaceae. Loài này được (Broth. & Paris) Hilp. miêu tả khoa học đầu tiên năm 1933.